# Ray Meagher
Ray Meagher, född 4 juli 1944 i Roma, Queensland, Australien, är en australisk skådespelare.
Meagher är känd i rollen som "Alf Stewart" i den australiska TV-serien Home and Away.
I TV-serien Kvinnofängelset, som består av 692 avsnitt, gör han flera insatser som skådespelare. I avsnitt 78-84 och 106-112 spelar han den mentalt störde vietnamveteranen "Geoff Butler", som slutligen skjuts av polisen. I avsnitt 442-447 gestaltar han den kriminelle gängledaren "Kurt Renner". Meagher spelar i avsnitt 665-672 den hänsynslöse fängelsedirektören för Blackmoor, "Ernest Craven". Craven för ett skräckvälde men dödas till slut av en intern.